# Статуя Гуаньинь (Наньшань)
Статуя Гуаньинь (кит. 南山海上观音圣像) — статуя высотой 108 метров, изображающая бодхисаттву Гуаньинь. Находится вблизи храма Наньшань в городе Санья на острове Хайнань в одноименной провинции, Китай. Статуя была завершена в 2005 году.
Статуя имеет три аспекта: лицо одной направлено внутрь острова, а лица двух других в Южно-Китайское море, чтобы представить благословение и защиту со стороны Гуаньинь из Китая и всего мира. Один из аспектов изображает Гуаньинь, которая прижимает сутру в левой руке и жестом мудра правой; второй — с ладони на ногу, держа четки; а третий — в позе лотоса. В настоящее время статуя является четвёртой по высоте в мире (многие из которых буддийские статуи) и самой высокой статуей Гуаньинь в мире.
Строительство заняло шесть лет и было завершено 24 апреля 2005 года. Открытие произошло с участием 108 главных монахов из различных буддийских групп на Тайване, в Гонконге, Макао и континентального Китая, а также десятков тысяч паломников. В составе делегации также были монахи из тхеравады и ваджраяны.
- Статуя богини Гуаньинь
- Вид на статую с главного входа в центре буддизма Наньшань
- Виды в центре буддизма Наньшань
- Виды в центре буддизма Наньшань